# 여인숙 (1971년 영화)
"여인숙"은 한국에서 제작된 조해원 감독의 1971년 영화이다. 김창숙 등이 주연으로 출연하였고 서종호 등이 제작에 참여하였다.

## 출연

### 주연
- 김창숙
- 임석봉